# Stanley Mazor
Stanley Mazor (Chicago, 22 oktober 1941) is een Amerikaans computeringenieur en een van de ontwerpers – naast Marcian Hoff, Federico Faggin en Masatoshi Shima – van 's werelds eerste microprocessor, de Intel 4004.

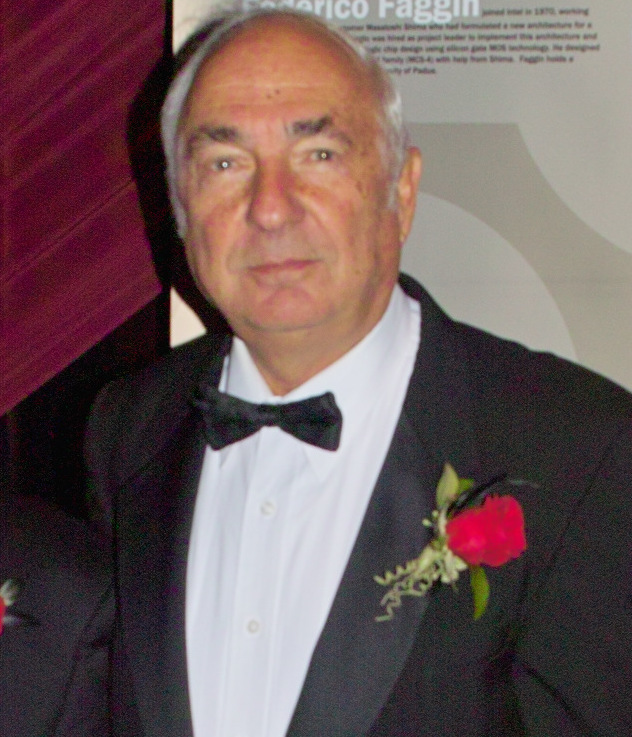

## Biografie
Tijdens zijn jeugdjaren verhuisde Mazors familie naar Californië, waar hij de Oakland High School bezocht. Na het behalen van zijn diploma komt hij terecht op de San Francisco State University (SFSU) waar hij naast wiskunde als hoofdvak als hobby zich ook bezighield met het ontwerp en de constructie van helikopters. Op de SFSU ontmoet hij ook zijn toekomstige vrouw, Maurine die hij in 1962 huwt. Rond dezelfde tijd raakt Mazor geïnteresseerd in computers en leert hij te programmeren op SFSU’s IBM 1620 computer.
In 1964 wordt hij programmeur bij Fairchild Semiconductor, gevolgd door een positie als computerontwerper in de Digital Research Department waar hij de high-level computertaal "Symbol" patenteert. In 1969 wordt hij aangenomen bij het pas een jaar oude Intel Corporation. Samen met Hoff, Faggin en Shima werkt hij aan het project voor het ontwerpen en construeren van de microprocessor – gebaseerd op een concept van Hoff. De taak van Mazor in dit project was het bedenken van een functionele instructieset voor deze nieuwe microprocessor en na een aantal prototypes kwam Intel in 1971 met de 4004-processor op de markt.
Na zes jaar als computer-ontwerper gewerkt te hebben verhuisde Mazor naar Brussel, waar hij zijn werk voor Intel voortzette maar nu als applicatie-engineer voor klanten die Intels producten wilden gebruiken. Het jaar daarop keerde hij alweer terug naar Californië, waar hij les begon te geven. Eerst in Intels Technical Training group, later aan de Stanford-universiteit en de Santa Clara University. Verscheidene docentschappen voerden hem over de gehele wereld, van Stellenbosch in Zuid-Afrika naar Stockholm in Zweden en Nanjing in China.
In 1984 ging Mazor voor Silicon Compiler Systems werken. In 2008 was hij directeur opleidingen bij BEA Systems.

## Erkenning
Samen met zijn mede-uitvinders Hoff, Faggin en Shima ontving hij talrijke prijzen en onderscheidingen, waaronder de Ron Brown American Innovator Award (1996), de Kyoto-prijs (1997) en werd hij in 1996 opgenomen in de National Inventors Hall of Fame.